# Niziny (województwo podkarpackie)

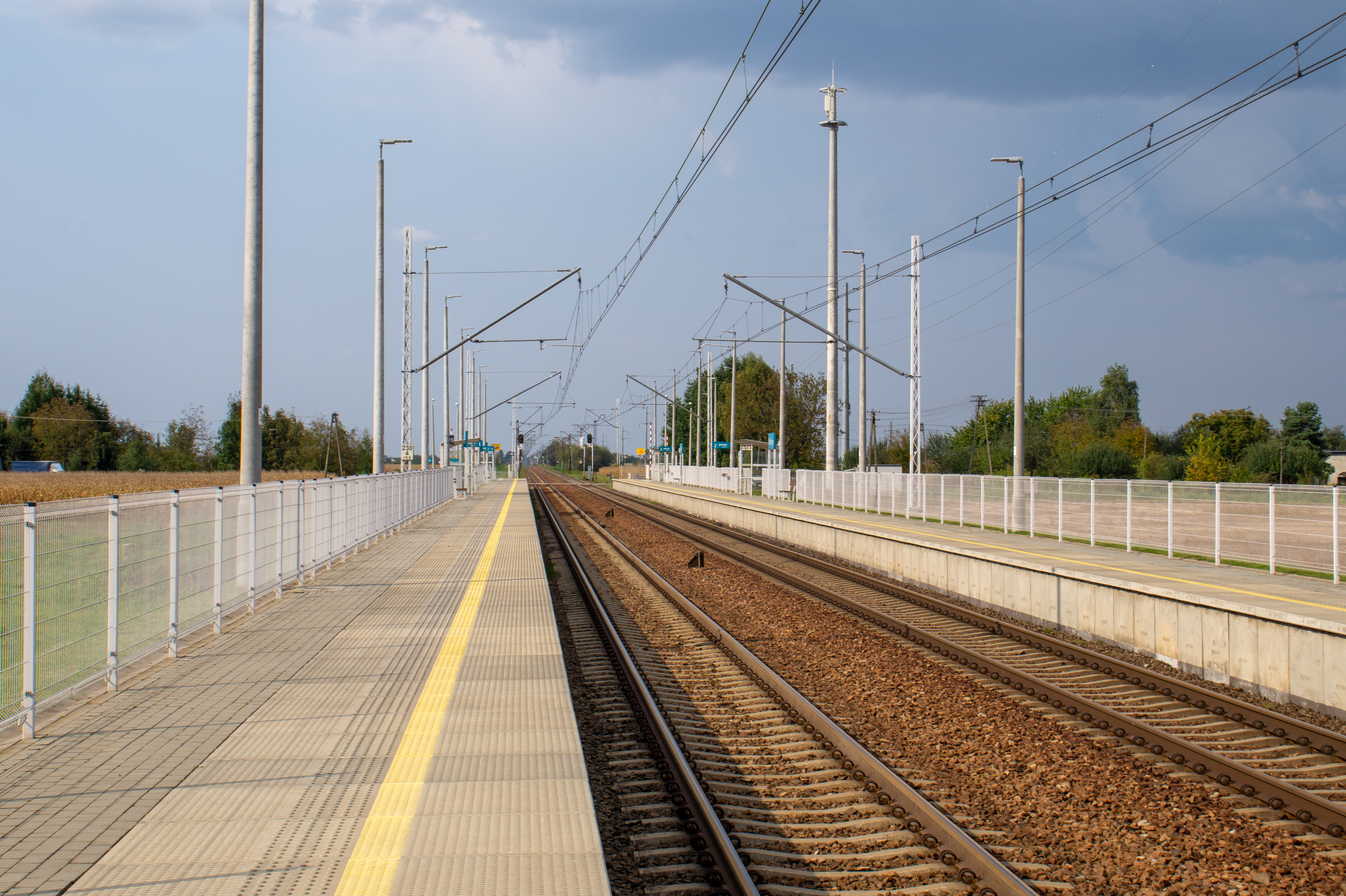
Przystanek Niziny

Niziny (Dusowce do 1977 i w latach 1981–1986) – wieś sołecka w Polsce, w województwie podkarpackim, w powiecie przemyskim, w gminie Orły.

## Opis
Miejscowość położona jest na skraju Pogórza Przemyskiego, na obszarze bezleśnym, w odległości około 14 kilometrów na północ od Przemyśla, 21 kilometrów na południowy wschód od Jarosławia i 8 kilometrów od Radymna. Jest jedną z większych położonych w gminie Orły.
Leży nad Sanem, nad którym była przerzucona trójprzęsłowa kładka pieszo-rowerowa o długości 176,85 m (najdłuższe przęsło 114,25 cm), umożliwiająca mieszkańcom z pobliskich Chałupek Dusowskich dotarcie do kościoła parafialnego, sklepów i szkoły oraz przystanków komunikacyjnych. Była ona jedną z najdłuższych tego typu budowli w Polsce, stanowiąc także atrakcję turystyczną Wschodniego Szlaku Rowerowego Green Velo oraz podkarpackiego fragmentu Drogi św. Jakuba „Via Regia” między Korczową a Pilznem.
Do 2023 kładka wisząca nad Sanem, z której mogli korzystać jedynie piesi i rowerzyści, była jedynym połączeniem wsi Niziny w gminie Orły z wsią Chałupki Dusowskie w gminie Stubno. 1 sierpnia 2022 obok kładki w Nizinach ruszyła budowa mostu drogowego o długości 139 m z dwiema jezdniami o łącznej szerokości 6 m i nośności 40 ton. W marcu 2023 rozpoczęto stawianie drugiego przęsła, a już 22 września 2023 minister infrastruktury Andrzej Adamczyk dokonał uroczystego otwarcia mostu, przy udziale przedstawicieli woj. podkarpackiego, powiatu przemyskiego, gmin współdziałających i mieszkańców. Aktu poświęcenia dokonał Metropolita Przemyski abp Adam Szal. Otwarty most umożliwia połączenie drogowe gmin Orły i Stubno, dojazd do autostrady A4 (drogą krajową nr 77) oraz do przejść granicznych w Medyce i Korczowej. Po otwarciu mostu kładkę pieszo-rowerową rozebrano.
We wsi znajduje się przystanek kolejowy Niziny na linii kolejowej nr 91 Kraków Główny – Medyka. Przez wieś przebiegają dwie drogi powiatowe, Przemyśl – Radymno nr 1820 R i Orły – Niziny nr 2108 R. Nowo wybudowany most w Nizinach połączył drogą wewnętrzną Nakło - Chałupki Dusowskie w gminie Stubno.
Miejscowość jest siedzibą rzymskokatolickiej parafii Matki Bożej Nieustającej Pomocy, w dekanacie Żurawica, archidiecezji przemyskiej. We wsi działa klub piłkarski LKS Niziny założony w 2012. W sezonie 2025/2026  klub gra w klasie B grupa Przemyśl.
W Nizinach znajduje się Publiczna Szkoła Podstawowa im. Marii Konopnickiej oraz Wiejski Dom Kultury z miejscowymi organizacjami pożytku publicznego. Od 1949 działa, wyposażona w specjalistyczny sprzęt, jednostka Ochotniczej Straży Pożarnej, która 12 maja 2024 r. obchodziła swoje 75-lecie istnienia. Przed Remizą odsłonięto pomnik św. Floriana ufundowany przez mieszkańców miejscowości Niziny.

## Części wsi
| SIMC    | Nazwa        | Rodzaj    |
| ------- | ------------ | --------- |
| 0607512 | Ulica Pańska | część wsi |

W przestrzeni publicznej wsi funkcjonują części bez identyfikatora SIMC: Zatorze, Centrum Wieś /ul. Kolejowa/, Osiedle /ul Ogrodowa/, Niziny nad Sanem.

## Historia
Pierwszą wzmianką o wsi jest dekret o lokacji na prawie niemieckim czterech wsi około Przemyśla: Większej Zurawicy, Mniejszej Zurawicy, Dusowiec i Zurawy pieczętowany 18 listopada 1387 przez Jana Odrowąża ze Sprowy (zm. 1395/1398) sekretarza króla Władysława Jagiełły. Według Kazimierza Rymuta, językoznawcy z PAN w Krakowie, nazwy Dusowce, Duszowce , Duszowice notowane są od 1419 r. Nazwa Dusowce została utworzona od nazwy osobowej DUSZ- DUSZA, lub wyrazu pospolitego dusza, oznaczającego dawniej m.in. mieszkańców terenu "dusznego" stanowiącego legat na rzecz kościoła.
Słownik geograficzny Królestwa Polskiego podaje, że w 1881 wieś zamieszkiwało 6 katolików 732 grekokatolików i 10 izraelitów. Grekokatolicy mieli we wsi cerkiew parafialną pod wezwaniem Opieki Bogurodzicy, zbudowaną w 1641, a katolicy należeli do parafii w Wyszatyczach. W 1945 dotychczasowi mieszkańcy zostali wysiedleni na wschód, a wieś spalona. Ocalała jedynie drewniana cerkiew. Cerkiew zawaliła się na początku lat 50. XX wieku i została rozebrana. Część ikonostasu zachowała się i jest przechowywana i eksponowana w Muzeum Archidiecezji Przemyskiej (Ikony ze zbiorów Muzeum Kamienica Orsettich w Jarosławiu). Do dzisiaj zachowały się 2 cmentarze greckokatolickie (drugi po prawej stronie Sanu), duży kamień przycerkiewny i Krzyż Pańszczyźniany z 1848 roku (postawiony na pamiątkę zniesienia pańszczyzny w Galicji przez Cesarza Ferdynanda I Habsburga). 
W 1947 wieś została zasiedlona przez osadników z Handzlówki. Z czasem dołączali kolejni z powiatów łańcuckiego, rzeszowskiego i przeworskiego. Wieś odbudowywano począwszy od obiektów użytku publicznego i urbanizowano. Intensywna zabudowa wsi nastąpiła po 1948 roku. Zwieńczeniem odbudowy i osadnictwa wsi są pomniki-jubilaci: 10-, 50-, i 70-lecia. Obok tychże stoi obelisk z tablicą – laurem uhonorowania zasług mieszkańców w odbudowie wsi i kraju.  W 1977 roku dokonano zmiany nazwy wsi z Dusowce na Niziny. Posłużono się nazwą - używaną potocznie częścią nad Sanem. Kolejna zmiana miała miejsce w 1986 roku. W Nizinach wybudowano biologiczną oczyszczalnię ścieków o przepustowości 225 m³ obsługującą także sąsiednie miejscowości.
W latach 1975–1998 miejscowość położona była w województwie przemyskim.